# Marc Fumaroli
Marc Fumaroli (Marsella, 10 de junio de 1932- París, 24 de junio de 2020) fue un historiador, humanista, crítico literario y ensayista francés.

## Trayectoria
Marc Fumaroli, nacido en el sur francés, estudió Letras en Aix-En-Provence, pero se doctoró en La Sorbona parisina, de la que además fue profesor. Además de trabajar en el Colegio de Francia y en otras instituciones, escribió en varios periódicos como Le Figaro y Le Monde.
Estudió la querella entre antiguos y modernos (Las abejas y las arañas), ahondó en el ensayismo francés moderno, la melancolía de finales del XVI y principios del XVII, Richelieu, etc. Escribió ensayos sobre la Retórica y su historia; asimismo dedicó trabajos a Rabelais, Montaigne, Poussin, Corneille, Pascal, Retz, Perrault, La Tour o La Fontaine; también a Paul Valéry.
Fumaroli fue profesor del Collège de France desde 1986, honorario desde 2003. Desde 2002 en la Fundación para la República de las Letras —en el seno del Colegio de Francia— constituyó un equipo investigador sobre el Conde de Caylus y su influjo en la historia del arte francés del siglo XVIII, al que pertenecen historiadores del arte como Xavier Dufestel, Cordélia Hattori y Nicola Iodice. Firmó la introducción a la edición española de las Memorias de ultratumba de Chateaubriand.
Entre sus reconocimientos se cuentan ser Caballero de la Legión de Honor; Académico de la lengua francesa desde 1995, donde presidió la Comisión General de Terminología y de Neología; correspondiente de la British Academy; miembro de la American Academy of Sciences y de la American Academy of Letters and Arts, asimismo de la American Philosophical Society de Filadelfia, y de la Accademia dei Lincei. Ha recibido el Premio Balzan de humanidades en 2001.
Por otro lado presidió la Sociedad de Amigos del Louvre desde 1996 y es profesor en la Universidad de Chicago desde 1997.

## Posiciones

### Política cultural francesa
Ante todo fue especialista del siglo XVII francés, y mantuvo una defensa más bien conservadora, pero muy erudita, de la tradición cultural. En 1991, con L'État culturel (El Estado cultural) —cuyo título es paralelo a la obra de Jacques Donzelot L'État animateur (El Estado animador)—, desarrolló una crítica muy severa a la política cultural francesa que se enraizaba a su juicio en el Régimen de Vichy a través de André Malraux, para alcanzar su apogeo en Jack Lang: «No estoy en contra de un ministerio (de Cultura) que vele por el patrimonio artístico y la educación nacional... Pero que se arrogue el papel de guía cultural, promotor del arte de vanguardia y árbitro del gusto me parece un abuso».

### Arte contemporáneo
En 2009, publicó un voluminoso estudio, varias veces reeditado titulado, París-Nueva York y vuelta, que contrasta con lo que considera las imposturas de arte contemporáneo del que denuncia el gusto por la provocación y la escalada de la fealdad, obscenidad y blasfemia Con Baudelaire como guía y punto de apoyo, va en busca de aquellos movimientos que han cruzado el Atlántico muchas veces. Ha recordado que el precursor fue un francés Marcel Duchamp, instalado en los Estados Unidos y promotor del arte encontrado, cuando en París, florecieron los movimientos dadaístas y surrealistas que tienen consecuencias tan importantes para las artes visuales. Después de la Segunda Guerra Mundial, el arte abstracto (Rothko, Pollock, de Kooning) pronto fue reemplazado por el arte pop, cuyo artista insignia, Andy Warhol, fue -el hecho es un poco olvidado- en busca de alguna forma de la consagración a París. Desde entonces, el arte contemporáneo ha tenido lo que él llamó una barnunmisación, con Jeff Koons como el animador principal, muy hábil en marketing y fan de los principales desfiles de moda en Nueva York. Marc Fumaroli escribe algunas páginas feroces sobre estos artistas y su colega británico Damien Hirst, que no esperaba que su tiburón en formaldehído se descompusiera. En cuanto al movimiento de especulación que se ha apoderado de estas producciones, hábilmente mantenido por grandes galeristas, parece tener un placer malicioso en contemplar a aquellos coleccionistas que consumen fortunas en la compra de obras improbables, de las cuales no tenemos certeza de que podrán enfrentar la prueba del tiempo sin daño.
Altamente significativa para Marc Fumaroli es la evolución de la relación entre el arte y la religión. La reactivación impulsada por los fundadores de la revista Arte Sacro, Marie-Alain Couturier y Pie Raymond Régamey, permite el uso de los pintores abstractos capaz de lograr una gran espiritualidad, como Jean Bazaine y Alfred Manessier. Pero los avatares del arte contemporáneo se han apoderado de esta relación en un sentido diametralmente opuesto, porque entendieron que el escándalo era el autodiscurso y promocionaba la venta. En la raíz de esta realización, Marc Fumaroli ve el papel desempeñado en Gran Bretaña por los tabloides que promovieron a los Young British Artists, promovidos por la publicidad de Charles Saatchi. De hecho, cada uno de estos artistas iniciados por escándalos como los cadáveres destripados en formol de Damien Hirst, fue un regalo del cielo para estos periódicos sensacionalistas, y en cambio aseguró la reputación de los artistas involucrados. En el mundo de los coleccionistas, rápidamente se puso de moda aceptar esta forma de arte:
   «Haber podido ver lo horrible, lo innoble, lo horrendo como algo más que bello, fascinante e interesante, es haber superado la prueba que lleva al santa santorum de la elegancia del nihilismo contemporáneo.»
Vista por estos artistas, la religión se convierte en un pretexto para actuaciones de autolesión que quieren recordar estigmas, como Michel Journiac, y representaciones blasfemas como el Piss Christ de Andrés Serrano. Todos estos desarrollos están incluidos en la exposición Huellas de lo sagrado en el Beaubourg en 2008, un vasto panorama que, sin embargo, excluye a los artistas que promovieron la revista Arte Sacro.
Uno de los grandes remordimientos de Marc Fumaroli fue que estas personas dan sombra a los artistas reales, pero en la lista que dio de estos últimos, no encontramos ni a Vieira da Silva, ni a Zao Wou Ki, ni a Anselm Kiefer, tal vez porque lograron abrirse paso. También lamenta que Francia haya considerado necesario alentar o incluso tratar de imponer esta forma de arte que denuncia, emprendiendo una especie de competencia con los Estados Unidos a riesgo de perder sus valores y en contradicción con el principio de la excepción francesa defendida por el ministerio de cultura. Ataca sus instrucciones que promueven a los artistas que define como: «Despojó de todas las artes que pretenden subvertir todo a la vez, sin saber dibujar, pintar, esculpir, bailar o cantar». Señala que tanto en París como en Nueva York, los grandes museos clásicos han creído oportuno dar cabida a especialistas en provocación como Damien Hirst en el Met y Jan Fabre en el Louvre, y se pregunta sobre los motivos de esta elección: ¿desean hacer ruido y atraer así a nuevos visitantes, galeristas de presión que quieren aumentar las probabilidades de sus pupilos?

## Fallecimiento
Falleció en París a los ochenta y ocho años el 24 de junio de 2020.

## Obra
- 1980 L'Âge de l'éloquence: rhétorique et «res literaria» de la Renaissance au seuil de l'époque classique, Droz.
- 1985 Présentation et commentaire de La Fontaine, Fables, Lettres françaises, Imprimerie nationale.
- 1989 Catalogue de l’exposition. L’inspiration du poète de Poussin. Essai sur l’allégorie du Parnasse, Musée du Louvre.
- 1990 Héros et orateurs, Rhétorique et dramaturgie cornéliennes, Droz.
- 1990 «La période 1600-1630», en Précis de littérature française du XVIIe siècle, PUF, editado por Jean Mesnard.
- 1991 L’État culturel, essai sur une religion moderne, Le Fallois. Trad: El Estado cultural, Acantilado, 2007, ISBN 978-84-96834-02-6.
- 1994 L’École du silence: Le sentiment des images au XVII siècle, Flammarion. Tr.: La educación de la libertad, Arcadia / Atmarcadia, 2008, ISBN 978-84-935345-0-9.
- 1994 Trois institutions littéraires, Gallimard.
- 1994 La Diplomatie de l’esprit, de Montaigne à La Fontaine, Hermann. Tr.: La diplomacia del ingenio. De Montaigne a La Fontaine, Acantilado, 2011. ISBN 978-84-15277-06-4.
- 1996 Le Loisir lettré à l’âge classique, Droz, editado por Marc Fumaroli, Emmanuel Bury y Philippe-Joseph Salazar.
- 1997 Le Poète et le Roi. Jean de La Fontaine en son siècle, Le Fallois.
- 1998 L'Art de la conversation, editado por Marc Fumaroli, Anthologie de Jacqueline Hellegouarc'h, Garnier.
- 1999 Histoire de la rhétorique dans l'Europe moderne, PUF, edición y prólogo.
- 1999 Chateaubriand et les Arts, « Ut Pictura Poesis: Chateaubriand et les Arts», recueil d'études, publié avec le soutien de la Fondation Singer-Polignac, Le Fallois.
- 2000 L'Esprit de la société, Cercle et «salons» parisiens au XVIIIe siècle, ed. por Marc Fumaroli, Anthologie de Jacqueline Hellegouarc'h, Garnier.
- 2000 La Querelle des Anciens et des Modernes, précédé d'un essai "Les Abeilles et les Araignées", Gallimard. Trad.: Las abejas y las arañas: las querellas entre los antiguos y los modernos, El Acantilado, 2008, ISBN 978-84-96834-44-6.
- 2001 L'Art de persuader, de Pascal, précédé par L'Art de conférer, de Montaigne, Rivages, prologuista.
- 2001 Quand l'Europe parlait français, Le Fallois.
- 2001 La Diplomatie de l'esprit, Gallimard. Tr.: La diplomacia del ingenio, Acantilado, 2011, ISBN 978-84-15-27706-4.
- 2001 Poussin, Sainte Françoise Romaine.
- 2002 Richelieu: l'Art et le pouvoir, Musée des Beaux-Arts de Montréal, editado por Hilliard Todd Goldfarb.
- 2004 Chateaubriand. Poésie et Terreur, Le Fallois.
- 2006 Exercices de lecture de Rabelais à Paul Valéry Gallimard.
- 2007 Peinture et Pouvoirs aux XVIIe et XVIIIe siècles: de Rome à Paris, Faton.
- 2009 Paris-New York et retour: Voyage dans les arts et les images, Fayard. Tr.: París-Nueva York-París: viaje al mundo de las artes y de las imágenes, Acantilado, 2010, ISBN 978-84-92649-64-8.
- 2013 La República de las Letras, Acantilado, 2013, ISBN 978-84-15689-87-4.
- 2015 La République des Lettres (Gallimard)

## Fuente
- République des Lettres, République des Arts. Mélanges en l'honneur de Marc Fumaroli, essais réunis et édités par Ch. Mouchel et C. Nativel, Genève, Droz, 2008.